# 岐阜県立各務原西高等学校
岐阜県立各務原西高等学校（ぎふけんりつ かかみがはらにしこうとうがっこう）は、岐阜県各務原市那加東亜町24-1にある公立高等学校。1983年（昭和58年）創立。1996年（平成8年）に岐阜県の高校として初めて全日制普通科単位制高校として改編された。通称、「各西」（かくにし）または「西高」（にしこう）。

## 学校概要
- 創立：1983年（昭和58年）
- 学科：全日制普通科単位制
- 所在地：各務原市那加東亜町24-1
- 校章：校樹の「西高桜」を形象化したもの。
- 制服：男女ともブレザー。

※ 同じ市内にある各務原高校が「かかみはら」と読むのに対し、本校は「かかみがはらにし」と読む。

## 施設
- 管理棟：RC造4階建
- 特別棟：RC造4階建
- その他施設：体育館、武道場、青桜館（ゼミナール棟）

## 沿革
- 1983年（昭和58年） - 岐阜県立各務原西高等学校創立。校地は1982年に移転した岐阜大学の旧グラウンドを転用。
- 1992年（平成4年） - 創立10周年記念式典挙行。
- 1996年（平成8年） - 単位制高等学校（全日制課程普通科）として改編される。
- 1997年（平成9年） - 青桜館（ゼミナール棟）竣工。
- 2002年（平成14年） - 創立20周年記念式典挙行。
- 2007年（平成19年） - 全教室冷暖房化。
- 2013年（平成25年） - 創立30周年記念式典挙行。

## 特色

### 学校の立地と周辺環境
学校の周囲には「西高桜」と呼ばれる桜並木がある。

### 教育面の特色
岐阜県の高校としては一般的な2学期制が実施されている。
授業は月曜日、水曜日、金曜日が6時間授業、火曜日、木曜日が7時間授業である。
朝のSHR開始のチャイムとして福山雅治のHEAVENが1分間流れる。
受験対策に力を入れており、希望者対象の補習を導入している。
　各年次生：夏季補習、土曜補習(午前中)
　3年次生のみ：朝補習(7時40分～8時15分頃)、放課後補習、冬季補習

### 学校行事
青桜祭として毎年9月上旬に文化祭が2日、10月上旬に体育祭が1日行われる。
その他、球技大会、百人一首大会などの行事が行われる。

## 部活動
文化系では、吹奏楽部が第62回東海吹奏楽コンクール大編成の部で第57回大会以来5年ぶり2回目の金賞を受賞。
体育系では、男子ハンドボール部が平成27年度岐阜県ハンドボール選手権大会で優勝。

### 運動系部活動
- 硬式野球部
- サッカー部
- バレーボール部
- 陸上競技部
- 男子バスケットボール部
- 女子バスケットボール部
- 男子ハンドボール部
- 女子ハンドボール部
- 男子テニス部
- 女子テニス部
- 男子バドミントン部
- 女子バドミントン部
- 剣道部

### 文化系部活動
- 茶道部
- 美術部
- 書道部
- 吹奏楽部
- コンピュータ部
- 文芸部
- 放送部
- 演劇部
- 青桜クラブ(インタアクトクラブ)

## 著名な出身者
- 上原彩子（ピアニスト）
- 戸本一真（馬術選手、東京2020オリンピック日本代表、2024年パリオリンピック総合馬術団体銅メダリスト）[1]

## 交通機関
- JR高山本線「那加駅」より徒歩で約10分。
- 名鉄各務原線「新那加駅」より徒歩で約10分。